# Françoys Bernier
Pour les articles homonymes, voir Bernier.
Pour l’article ayant un titre homophone, voir François Bernier.
Françoys Bernier (Québec, 12 juillet 1927 - 3 février 1993) est un pianiste, chef d'orchestre, réalisateur, administrateur et professeur québécois.

## Biographie
Bernier est né au sein d'une famille de musiciens à Québec. Il est le fils du violoncelliste et critique musical Maurice Bernier (en); le frère du violoncelliste Pierre Bernier et de la pianiste Madeleine Bernier, et le neveu de la pianiste Gabrielle Bernier et du compositeur et pianiste Conrad Bernier. Sa première éducation musicale a été donnée par son grand-père, le pianiste et compositeur Joseph-Arthur Bernier.
Bernier a reçu sa formation générale au Séminaire de Québec où il a aussi étudié la musique de 1939 à 1947. De 1945 à 1950, il a pris des cours au Conservatoire de musique de Québec où il était un élève de Françoise Aubut, Henri Gagnon, Hélène Landry, Ria Lenssens et du père Alphonse Tardif. En 1949-1950 il a poursuivi ses études à l'Université Laval avec Lucien Brochu et Marius Cayouette. Par la suite il a étudié l'analyse musicale et la direction d'orchestre avec Sergiu Celibidache à Sienne et avec Hermann Scherchen à Salzbourg en 1962-1963 grâce à une bourse attribuée par le Conseil des arts du Canada.

## Carrière
En 1950 Bernier a rejoint l'équipe d'enseignants du Collège Mathieu (en) à Gravelbourg (Saskatchewan) où il est resté plus de deux ans. En même temps, il a aussi travaillé comme directeur du premier programme de la station de radio locale CFRG qui a débuté en juin 1952. Il quitte Gravelbourg en 1953 pour devenir un producteur de programmes de musique pour la Société Radio-Canada (CBC) à Montréal.
Travaillant pour la partie francophone de la CBC, Bernier a été particulièrement actif dans le programme Premières de la CBC Radio durant sa première année de collaboration. En 1954, il a travaillé comme producteur pour les programmes Concerts pour la jeunesse et L'Heure du concert de la CBC Television. Il a aussi produit plusieurs programmes en direct de musique classique, dont des exécutions de L'Histoire du soldat d'Igor Stravinsky  (1955), L'Enfant et les Sortilèges de Maurice Ravel  (1956, 1957), Faust de Charles Gounod  (1957), Madame Butterfly de Giacomo Puccini  (1958), et Manon de Jules Massenet (1960) entre autres.
En 1956, Bernier est devenu directeur musical des Festivals de Montréal, poste qu'il a occupé jusqu'en 1960 où il a été nommé directeur général de l'Orchestre Symphonique de Québec. En 1960 il a dirigé l'orchestre pour la création de Mouvement symphonique no 1 de Roger Matton (1960) et en 1963 il a créé  Ouranos de Serge Garant. Après avoir passé six ans au poste de directeur général, il a succédé à Wilfrid Pelletier comme chef principal de l'orchestre en 1966. Il a occupé ce poste pendant deux ans, durant lesquels il a défendu la musique contemporaine des compositeurs canadiens et français, en particulier celle d'Olivier Messiaen. Il a dirigé la création du Te Deum de Matton avec l'OSQ en 1967 ainsi que lors de sa création en Europe en 1969 avec l'Office de radiodiffusion télévision française. Il a été chef invité de nombreux orchestres français, dont l'Orchestre des Concerts Colonne et l'Orchestre national Bordeaux Aquitaine.
De 1959-1964, Bernier a travaillé à la faculté de l'Université Laval où il a enseigné la direction d'orchestre et où il a dirigé la chorale universitaire. Parallèlement, il travaillait comme directeur adjoint du Conservatoire de musique du Québec à Québec de 1960 à 1968. De 1973-1975 il a été président du Conseil canadien de la musique. Il a également été membre du conseil d'administration de l'Encyclopédie de la musique au Canada. Il a été nommé comme premier directeur du département de musique de l'Université d'Ottawa en 1969, poste qu'il a occupé jusqu'en 1976. Il est resté à la faculté de l'UO jusqu'en 1992. En 1977, il a fondé le Domaine Forget, un festival d'été des arts et d'enseignement de la musique, la danse et le théâtre. Il a servi en tant que directeur général et artistique de l'école jusqu'à sa mort à Québec en 1993 à l'âge de 65 ans.
Le fonds d’archives Françoys Bernier est conservé au centre d’archives de Québec de la Bibliothèque et Archives nationales du Québec.

## Controverses
En octobre 2017, 24 ans après la mort de Françoys Bernier, sa nièce Sophie l'accuse dans Le Soleil d'avoir commis des attouchements sexuels répétés sur sa personne à partir de ses 14 ans. Au vu de ces allégations, le Domaine Forget se dissocie immédiatement de son ex-fondateur. En février 2018, la ville de Québec lance une consultation visant à trouver un nouveau nom à la rue qui avait été baptisée en son honneur. Cette rue est finalement rebaptisée « rue du Quatuor ».

## Honneurs
- 1985 - prix de l'Institut canadien de Québec
- 1993 - chevalier de l'ordre national du Québec